# Симоне дей Крочифиси
Симòне дей Крочифѝси или Симоне да Болоня (на италиански: Simone dei Crocifissi, Simone da Bologna), псевдоними на Симоне ди Филипо Бенвенути (на италиански: Simone di Filippo Benvenuti; * ок. 1330, Болоня, † 1399, пак там), е италиански художник. Рисува много религиозни пана, а също и стенописи в болонските църкви Санто Стефано и Сан Микеле ин Боско.

## Живот
Симоне дей Крочифиси е добре утвърден болонски художник, с водеща работилница в града. Той създава много религизиони творби, вероятно със сътрудници или помощници, по частна поръчка. Роден е в Болоня като син на обущаря Филипо ди Бенвенуто. През 17 век получава прозвището „на Разпятията“ (dei Crocifissi) заради способността си, по думите на граф Карло Чезаре Малвазия, да рисува „велики образи на Изкупителя, заради нас прикован на кръста“. 

Документиран е като художник в Болоня от 1354 до 1399 г. Започва дейността си през 1355 г., вероятно след обучение в работилницата на Витале да Болоня, който има по-популярен стил на рисуване. Признат за по-слаб от своя учител Витале, той се откроява, опростявайки грубо, със своя груб реализъм и с двусмисления си или болезнен израз. Дебютът му може да се проследи в средата на 1350-те години в частично подписаните стенописи с Историите за Христос в болонската църква Санта Мария ди Мецарата, сега в Националната картинна галерия на Болоня. В тях интересът към пространствените и пластичните решения, повлияни от Джото, е преинтерпретиран с остра изразителност, характерна за болонската готика. Живописният модел на Витале става по-остър в произведения като Полиптих n. 474 от Болонската пинакотека.
От друга страна произведения като Пиетата на Джовани Етини (1368 г.) и Разпятието на св. Яков (1370 г.), изложени в същия музей, показват известно влияние на Якопо Аванци и неговия тържествен стил. Все пак пред буквалните заемки от Джото от страна на Алвизи Крочефиси предпочита ефектните образи от гледна точка на религиозната отдаденост благодарение на съществеността на композицията и простата и непосредствена изразителност като тази в Мадоната на Джовани да Пиаченца (1382 г.).
Благодарение на тези характеристики Симоне дей Крочифиси скоро достига водеща позиция в района на Болоня като автор на рисувани пана както за градските църкви, така и за индивидуалните клиенти. Оцелелите олтарни маси са концентрирани в последните тридесет години на века, към които се присъединяват и малкото му датирани творби.
Дейността му продължава почти без истинска еволюция до смъртта му през 1399 г. Малко преди това той все пак получава особено престижна поръчка за изгубен днес полиптих, желан от семейство Коспи за строящата се тогава църква „Сан Петронио“.

## Творби

### Стенописи
В документ от 1366 г. той се задължава да нарисува пет епизода от Стария завет в църквата Сант Аполония ди Медзарата в покрайнините на Болоня, но сцените, които се приписват на него, стилистично принадлежат към цикъла на Новия завет:
- Обрязване (Circoncisione), подписано JACOBUS ET SYMON
- Бягството в Египет (Fuga in Egitto)
- Изцеление на паралитика (Guarigione del paralitico), подписан SYMON
- Възкресение на Лазар (Resurrezione di Lazzaro)

Стенописите и съответните чернови сега се съхраняват в Националната художествена галерия на Болоня.
В Светилище „Санта Мария дела Вита“ има и Мадона на трон с Младенеца – част от по-голяма и разнообразна композиция, сега безвъзвратно загубена.
Има и фрагмент от Коронацията на Богородица – фреска, възпроизведена върху платно, днес в църква „Сан Силвестро“ в Кревалкоре.

### Картини върху дърво
Най-значимите му произведения без съмнение са тези върху дърво и по-специално поредицата от Разпятия, които му спечелват епитета, с който е всеобщо известен. Следователно тези произведения се приписват на него:
- Пинакотека на Болоня:
  - Коронация на Богородица (Incoronazione della Vergine), подписан SYMON FECIT, от базиликата „Сан Доменико“;
  - Коронацията на Богородица и светци (L'incoronazione della Vergine e santi), кат. 254, полиптих подписан SYMON DE BONONIA FECIT HOC OPUS;
  - Коронация на Богородица и светци (Incoronazione della Vergine e santi), кат. 298, полиптих от църквата „Сан Леонардо“, подписан SYMON FECIT HOC OPUS;
  - Разпятие (Crocefissione), кат. 286, връх на полиптих;
  - Свети Бернар Толомей предава правилото (San Bernardo Tolomei consegna la regola), кат. n. 1078;
  - Света Елена в поклонение на кръста и монахиня доминиканка (Sant'Elena in adorazione della croce e una monaca domenicana), кат. 220, темпера върху платно;
  - Мадоната с Младенеца, ангели и дарителя Джовани да Пиаченца (Madonna col Bambino, angeli e il donatore Giovanni da Piacenza),  1378 г., кат. n. 225, от църквата „Мадона дел Монте“;
  - Папа Урбан V (Papa Urbano V), кат. 303, подписан SYMON FECIT;
  - Седем епизода от Живота на Мадоната (Sette episodi della Vita della Madonna), постамент на Полиптих „Коспи“ от Базилика „Сан Петронио“;
- Пиета и дарителя Джовани Елтинъл (Pietà e il donatore Giovanni Elthinl), 1368 г., Музей „Давия Барджелини“ (Болоня);
- Разпятие (Crocifisso), Музей „Сан Джузепе“ (Болоня);
- Разпятие, 1370 г., Църква „Сан Джакомо Маджоре“ (Болоня);
- Разпятие, църква „Санто Стефано“ (Болоня);
- Мадоната с Младенеца и светиите Павел, Йоан Кръстител, Петър, Яков Зеведеев, Андрей, Вартоломей, Бенедикт, папа Сикст, Прокул, пана на разчленен полиптих от църквата „Сан Проколо“, Музей „Санто Стефано“ (Болоня);
- Свети епископ (Santo vescovo), панел на разчленен полиптих, Музей „Санто Стефано“ (Болоня);
- Свети Петър и поклонници и Свети Петроний (San Pietro e devoti e San Petronio), два панела на разчленен полиптих, Музей „Сан Петронио“ (Болоня);
- Мадоната с Младенеца на трон, известна като Мадона на победата (Madonna con Bambino in trono, detta Madonna della Vittoria), от църквата на Мадона дел Монте, църква „Сан Салваторе“ (Болоня);
- Коронацията на Богородица (Incoronazione della Vergine), Колекция „Леркаро“ (Болоня);
- Коронацията на Богородица, Градска художествена галерия „Доменико Индзаги“ (Будрио), инв. 306 (хранилище на Националната художествена галерия на Болоня);
- Мадона с младенеца на трона и ангели (Madonna con Bambino in trono e angeli), инв. n. 254, Галерия Естенсе (Модена);
- Сънят на Мадоната (Sogno della Madonna), връх на полиптих, Национална картинна галерия (Ферара), инв. n. 57;
- Коронация на Богородица и ангели (Incoronazione della Vergine e angeli), Национална картинна галерия (Ферара), инв. n. 361;
- Рождество Христово (Natività), инв. n. 3475, галерия Уфици (Флоренция);
- Мадоната с Младенеца на трон и светци (Madonna con Bambino in trono e santi), триптих, Национална галерия за антично изкуство на Палацо Барберини (Рим);
- Алтароло (Altarolo), Градска художествена галерия (Пиеве ди Ченто)
- Мадона с Младенеца и ангели, известна като Мадона дела Спига (Madonna col Bambino e angeli, detta Madonna della Spiga),  църква „Сан Микеле“ (Тосиняно);
- Коронация на Богородица (Incoronazione della Vergine), Пинакотека „Маласпина“ (Павия);
- Мадоната с Младенеца, Св. Йоан Кръстител и Св. Мария Магдалена (Madonna con Bambino, San Giovanni Battista e Santa Maria Maddalena), преносим олтар, Лувър (Париж);
- Коронация на Богородица и ангели (Incoronazione della Vergine e angeli), частна колекция (Сотби 1989 г.).
- Мадоната с Младенеца и светци (Madonna con Bambino e santi), триптих, Музей на изкуствата (Джорджия, САЩ);